# Leptothorax salvini
Leptothorax salvini är en myrart som först beskrevs av Auguste-Henri Forel 1899.  Leptothorax salvini ingår i släktet smalmyror, och familjen myror.

## Underarter
Arten delas in i följande underarter:
- L. s. obscurior
- L. s. salvini